# Balázs Molnár
Balázs Molnár (ur. 1 lipca 1977 w Zalaegerszegu) – węgierski piłkarz, grający na pozycji defensywnego pomocnika.

## Sukcesy
- 1999/2000 Puchar Króla (Espanyol Barcelona)
- 2000 Trofeo Ciutat de Barcelona (Espanyol Barcelona)
- 2001/2002 Nemzeti Bajnokság I. (Zalaegerszegi TE)